# Sudhaus (Kempten)

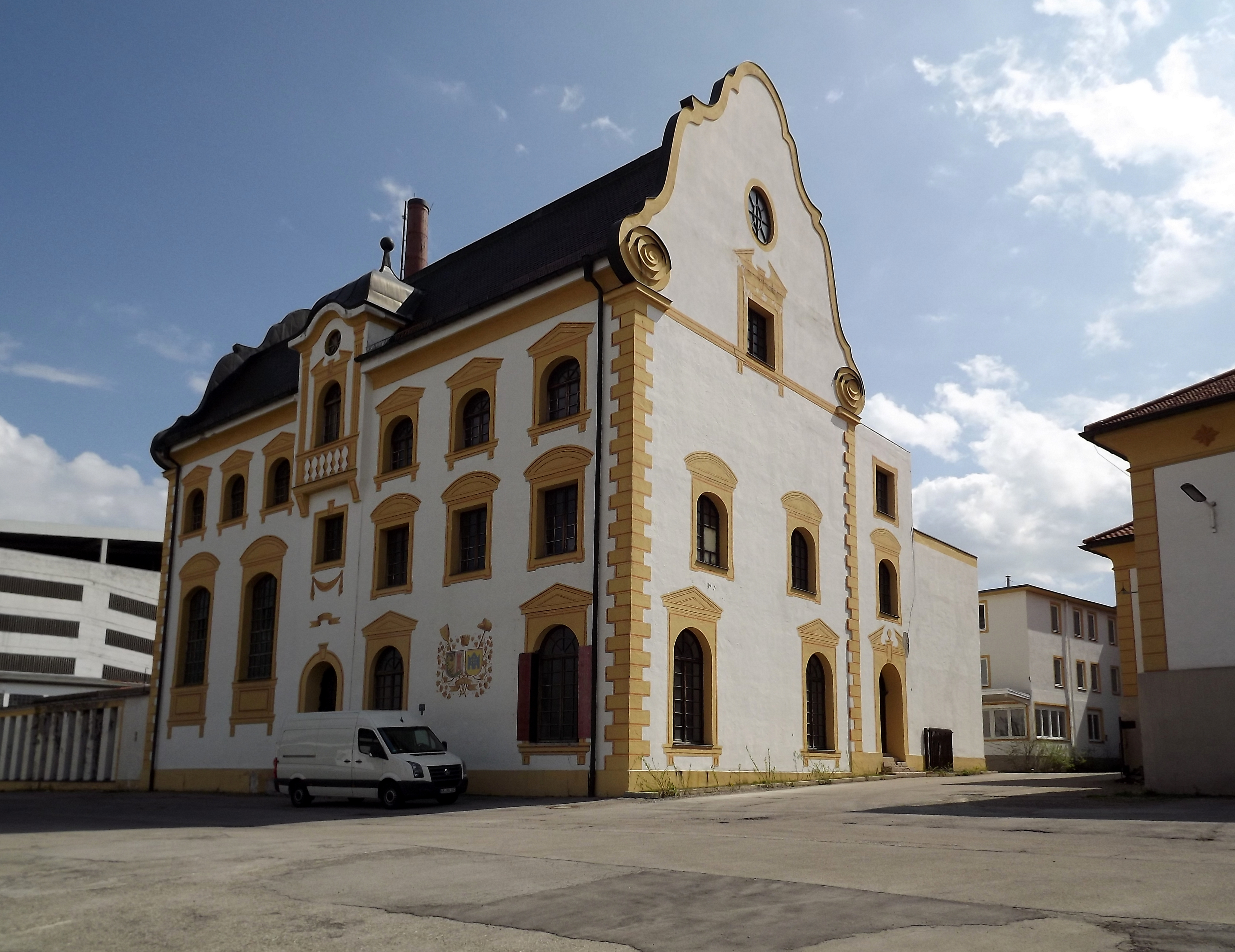
Das Sudhaus in Kempten (2011)

Das Sudhaus war ein in neubarocken Formen erbautes Produktionsgebäude in Kempten (Allgäu) aus dem Jahre 1904. Es war das Haupt- und Produktionsgebäude sowie die Maschinenhalle des Bürgerlichen Brauhauses, später zusätzlich noch ein Werbesymbol des Allgäuer Brauhauses, welches der Dr. August Oetker KG gehört. Sein letztes Aussehen erhielt das Sudhaus vom international bekannten Architekten Cäsar Pinnau im Jahr 1977/78. Wegen des Brachliegens des 2004 stillgelegten Brauereigeländes wurde es im April 2013 abgerissen und soll versetzt wiederaufgebaut werden. Eigentümer des Wahrzeichens des Grundes ist das Allgäuer Brauhaus.

## Geschichte

Das Sudhaus und die Fasshalle rechts daneben auf einer Ansicht um 1930

Im Vordergrund die mittlerweile abgerissene Bayer. Noten-Bank, im Hintergrund das Sudhaus in seinen ursprünglichen Formen

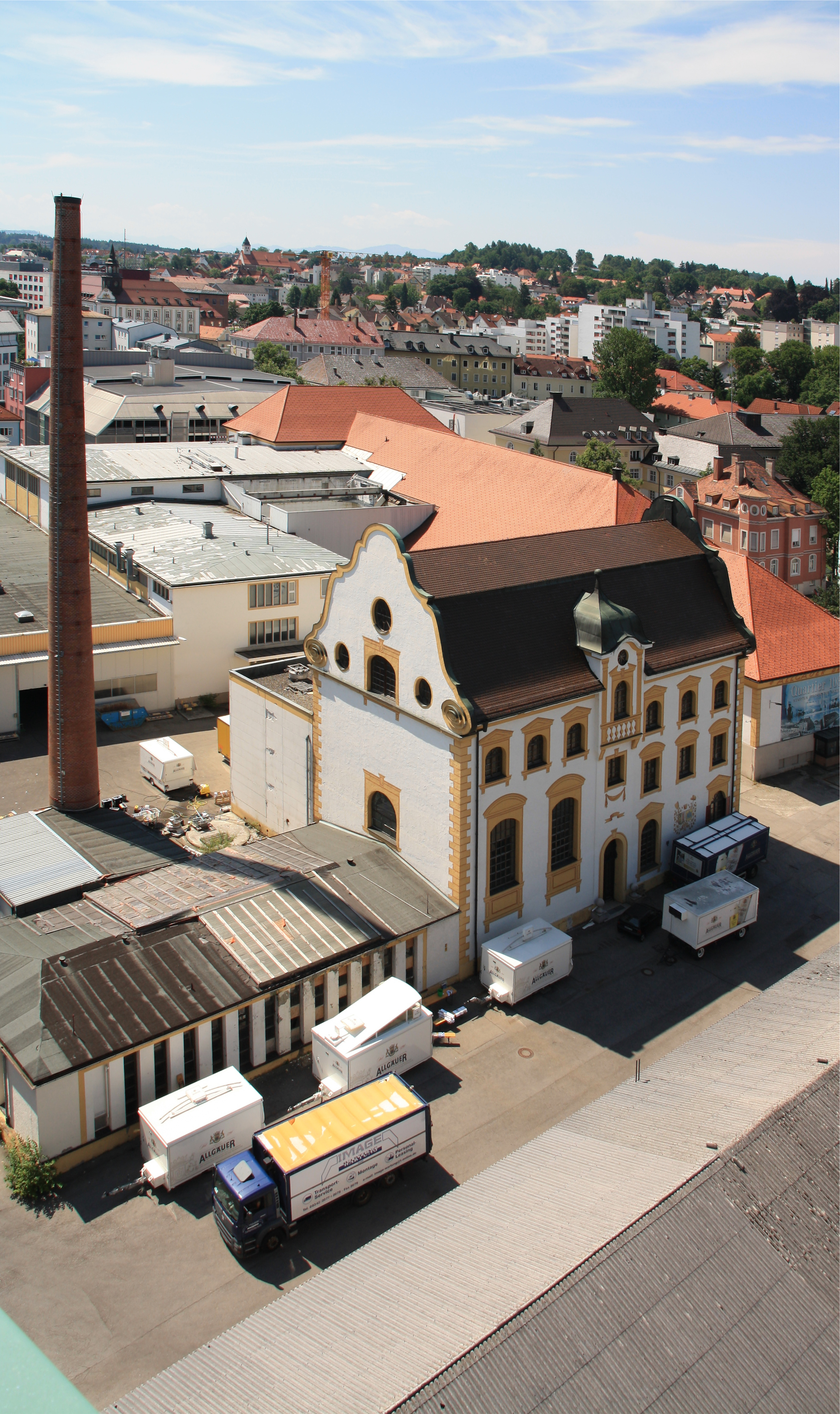
Blick auf das Sudhaus vom Parkhotel, heute Allgäu Tower (2010)

Bauherr des stadtbildprägenden Gebäudes war der Brauereibesitzer August Weixler. Die frühere Anschrift lautete Kellerstraße 7–8. Im Laufe der Jahre kamen unterschiedliche Anbauten hinzu; die östlichen und westlichen wurden mittlerweile entfernt. Der Grundentwurf zeichnete die barocken Stilformen des Kornhauses wieder.
Im Jahr 1977 erhielt das Sudhaus im Zuge einer Gesamtsanierung sein letztes Erscheinungsbild. Der Besitzer Rudolf-August Oetker der Allgäuer Brauhaus Aktiengesellschaft erteilte seinem „Hausarchitekten“ Cäsar Pinnau den Auftrag.
Pinnau ließ an der obersten Fensterreihe die Oculi schließen, den Putz glätten und von diesen den Zierrat entfernen. Das wichtigste Element der Umgestaltung waren die Fensterumrandungen und Eckquaderungen in barocken Formen. Diese Formen wurden von einem Münchner Kunstmaler aufgetragen und ähneln stark denen der Fürstäbtlichen Residenz.

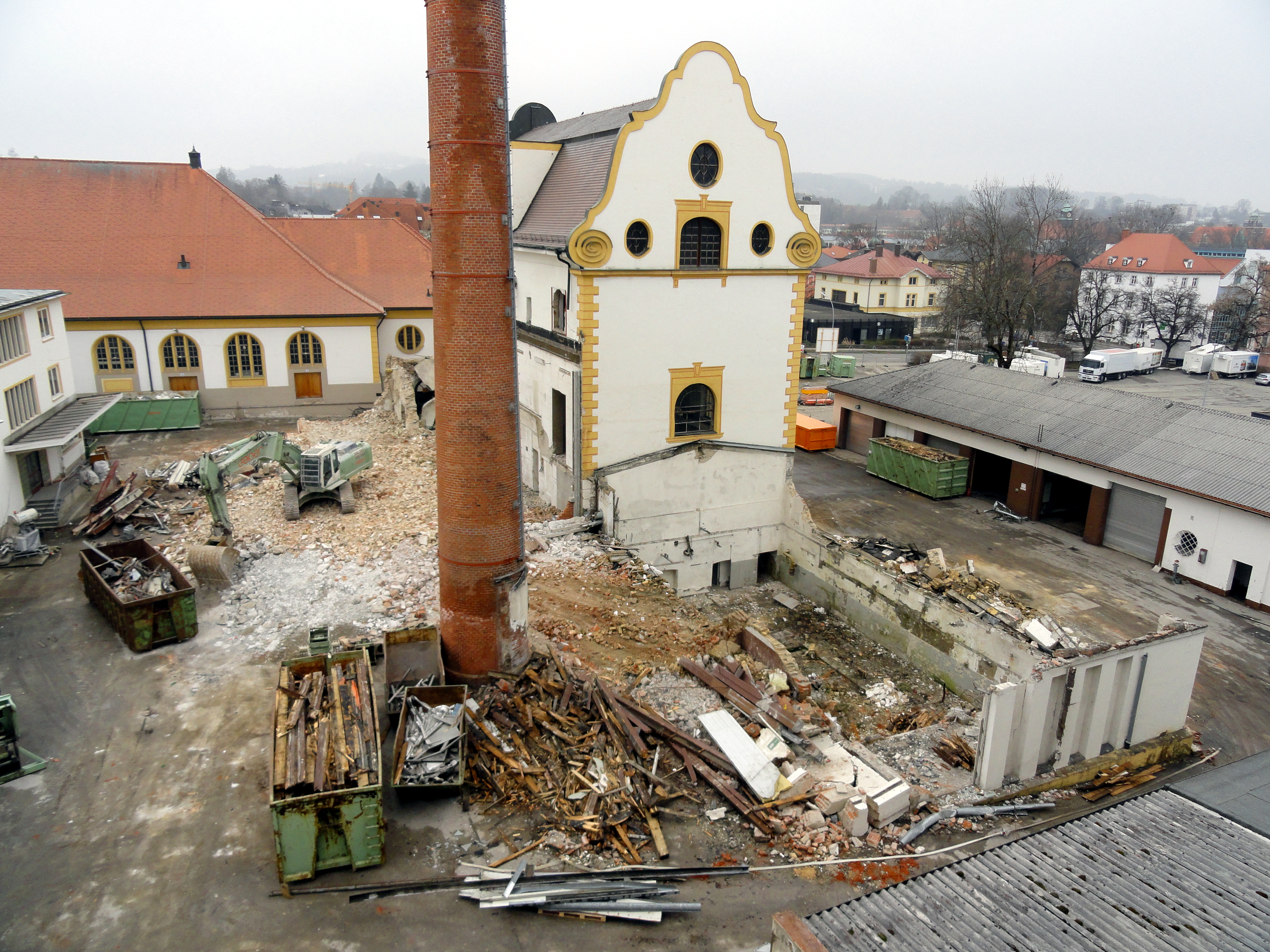
Die anliegenden Gebäude wurden Anfang April 2013 abgebrochen.

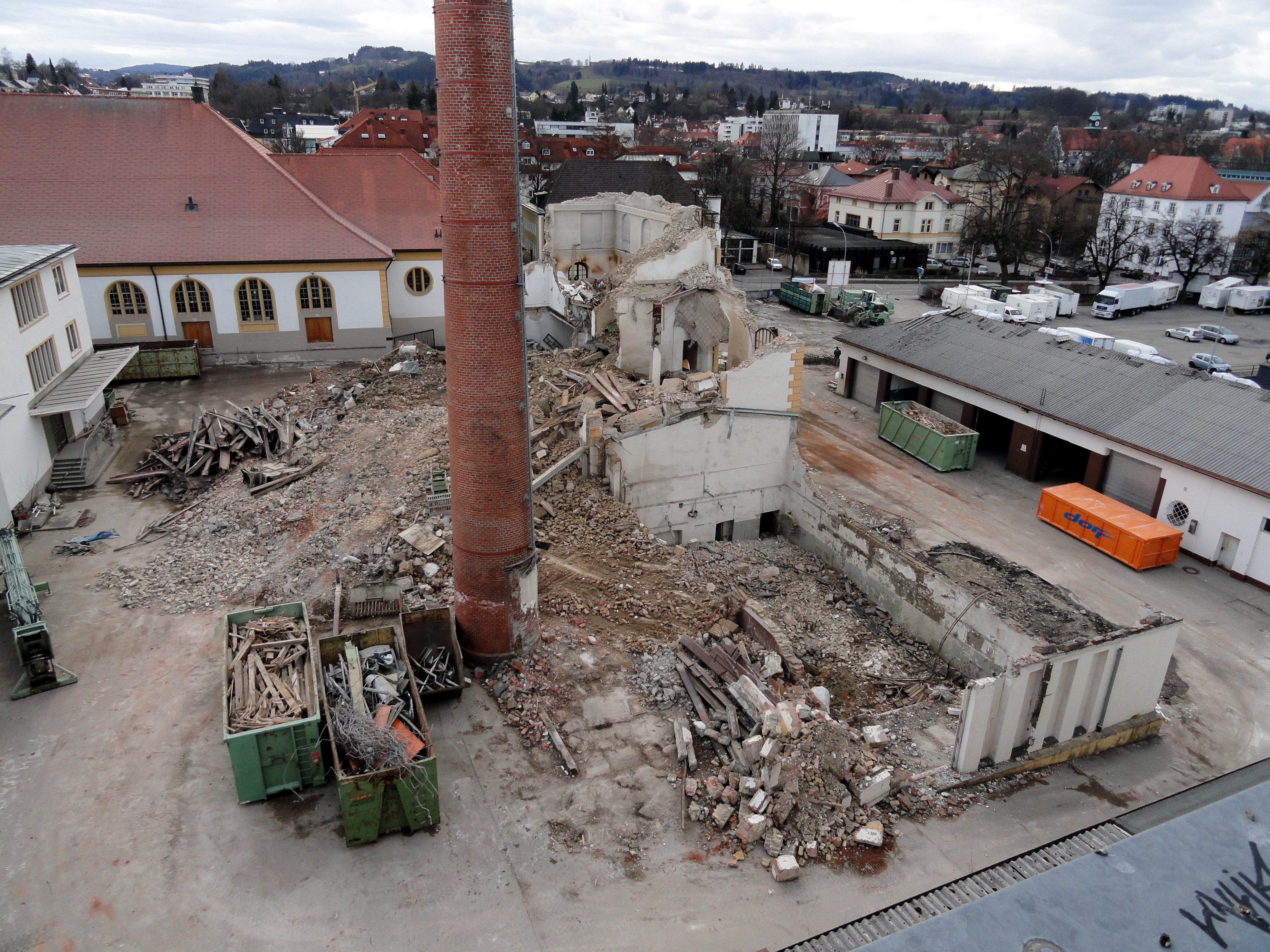
Das Sudhaus folgte wenige Tage später.

Durch die Stilllegung des Brauereigeländes im Jahr 2004 kamen städtebauliche Umgestaltungspläne auf. Es gab Investoren, die das Sudhaus in das neue Areal mit Gewerbe-, Büro-, Freizeit- und Wohnflächen integrieren wollten. Nach anderen Plänen sollte das Bauwerk ersatzlos abgerissen oder vier Meter versetzt wiedererrichtet werden. Ein städtebaulicher Vertrag mit dem Investor soll die Existenz des Sudhauses garantieren; nach dem erfolgten Abriss darf es maximal vier Meter weiter südlich wiedererrichtet werden.
Anfang April 2013 fingen die Abrissarbeiten an den anliegenden Gebäuden statt, welche innerhalb weniger Tage beendet waren. 2014 gaben die Bauherren und Investoren die Entwürfe für das Sudhaus bekannt: Es sind zwei nach dem alten Sudhaus empfundene Fassaden sowie zwei moderne, zeitgenössische Fassaden, die keine Ähnlichkeiten mit dem alten Baustil mit Voluten und barocken Elementen gemeinsam haben. Dieser Plan wird durch Teile des Stadtrats und in der Bevölkerung kritisiert, die sich deutlich gegen einen Abriss des alten Sudhauses äußerten.

## Beschreibung
Das freistehende, vierstöckige Sudhaus trug ein Satteldach mit Schweifgiebel und Schneckenvoluten. In Nord- und Südrichtung waren Erker mit einer gemalten Balkonbrüstung enthalten. Die Fensterumrandungen und Eckquaderungen waren gemalt und in Beige-Ockerfarben gehalten. Die Fenster waren asymmetrisch aufgeteilt und unterschiedlich dimensioniert.

## Bedeutung
Bis in die Gegenwart bewarb das Allgäuer Brauhaus mit dem Sudhaus seine Brauereierzeugnisse und machte damit das Bauwerk deutschlandweit bekannt. Es galt als städtebaulich markantes Bauwerk, das seinen Wert durch die Umgestaltung durch Pinnau gesteigert hat. Die ursprünglichen Innenraumgestaltungselemente sind durch wiederholte technische Umbauten (unter anderem 1949) nicht mehr erhalten gewesen. Die Kemptener Bevölkerung identifiziert ihre Heimatstadt mit dem Bauwerk und bedauerte mehrheitlich den Abriss.